# Mikulov
Mikulov (německy Nikolsburg) je město v okrese Břeclav v Jihomoravském kraji, 18 km západně od Břeclavi poblíž hraničního přechodu Drasenhofen s rakouskou spolkovou zemí Dolní Rakousy. Žije zde přibližně 7 600 obyvatel. Historické jádro je městskou památkovou rezervací. Podle města je pojmenována Mikulovská vinařská podoblast.

## Části města
Od 1. července 1980 do 23. listopadu 1990 k městu patřily i přilehlé obce Bavory a Klentnice.

## Název
Jméno je odvozeno od osobního jména Mikul, které bylo domáckou podobou jména Mikuláš. Původní podoba jména se přestala užívat začátkem 14. století ve prospěch počeštěné podoby německého jména Nikolsburg (Niklšpurk a podobně). K návratu k původní české podobě došlo až koncem 19. století.

## Historie

### Počátky (11.–13. století)
Mikulov byl osídlen pravděpodobně v 11. století, v době existence tzv. České marky rodu Babenberků, německy mluvícími osadníky. Podle jiných zdrojů se vznik Mikulova klade na počátek 12. století, kdy zde byla založena trhová obec, jež se v roce 1279 dočkala povýšení na městečko a v roce 1410 na město. 
V roce 1182 Moravské markrabství připadlo Fridrichu Barbarossovi. Po bitvě u Loděnice v roce 1185 se osada dostala do držení hraběte Viléma z Drnholce. První písemná zmínka o obci „Nikulsburchi“ je v darovací listině krále Přemysla Otakara II. ze 14. ledna 1249, jenž ji dal v léno Jindřichovi I. z Lichtenštejna, spolu s dalšími obcemi (Bavory, Klentnice, Mušov, Dunajovice, Březí). Tento dokument byl v roce 1262 Přemyslem Otakarem výslovně potvrzen. V roce 1276 je zmíněn kostel a na místě románského a později gotického hradu vznikl v 17. století zámek.

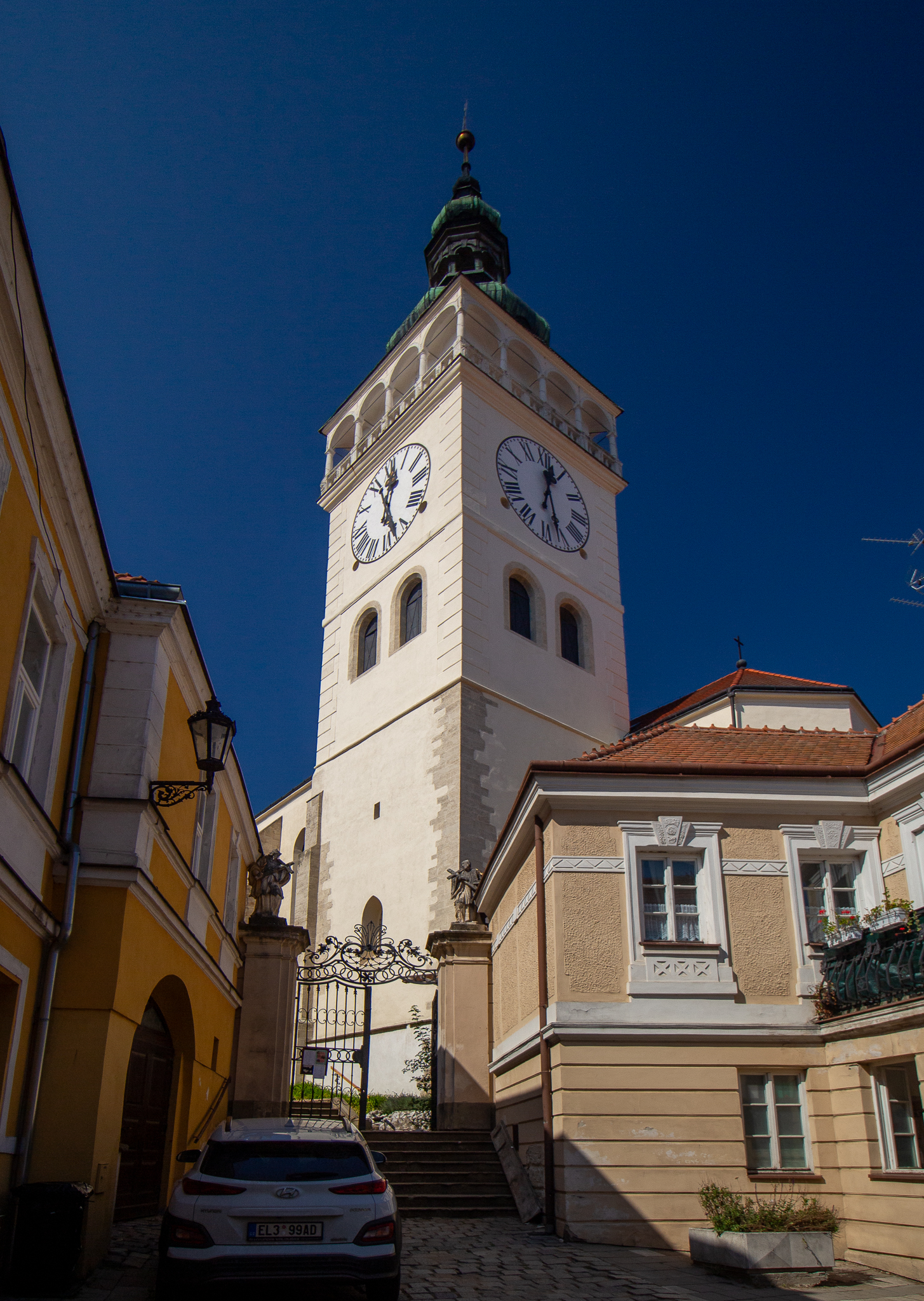
Kostel svatého Václava s cedrovou soškou mikulovské Černé Madony

Po prohrané bitvě na Moravském poli získal území Přemyslův soupeř Rudolf Habsburský. Ten v srpnu 1279 udělil Jindřichovi II. z Lichtenštejna právo konání týdenního trhu „in villa Nicolspurch“.

### Reformace a rekatolizace (16.–18. století)

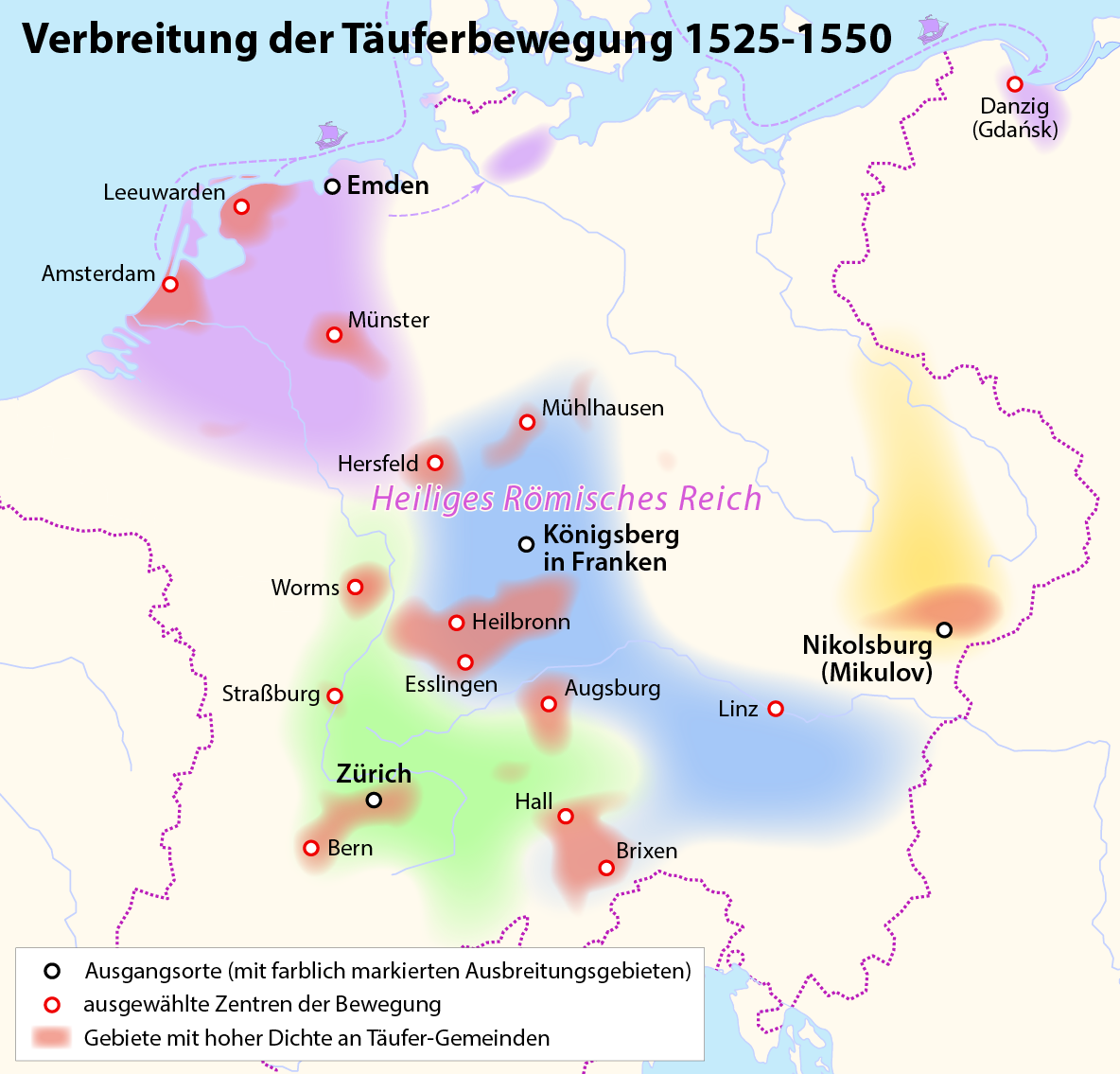
Mikulov byl jedním z raných center Novokřtěnců

V roce 1526 se kolem Balthasara Hubmaiera na Mikulovsku vytvořilo jedno z prvních společenství radikálního reformačního anabaptistického hnutí. Po Hubmaierově popravě v roce 1528 se Jakobu Hutterovi z Tyrolska podařilo zabránit rozpuštění komunity novokřtěnců. V té doby na Moravě žilo až 60 000 novokřtěnců, z toho 12 000 na Mikulovsku. Krátce poté se s podporou místní šlechty na jižní Moravu dostalo luteránství, což vedlo k rozkolu v církvi a vytvoření evangelické luteránské církve a denominací protestantismu. Během následné protireformace se jezuitům úspěšné podařilo řadu kostelů rekatolizovat. Zbylí novokřtěnci, pronásledovaní v letech 1535 až 1767 katolíky, protestanty i Turky, uprchli do Ruska.
V roce 1560 Lichtenštejnové prodali hrad Mikulov za 60 tisíc českých tolarů uherskému šlechtici Ladislavu Kerecsenyimu jako říšské léno. V roce 1575 celé panství Mikulov císař Rudolf II. daroval Adamovi z Ditrichštejna, za jehož vlády na panství přicházeli Židé prchající z Vídně a Dolních Rakous.

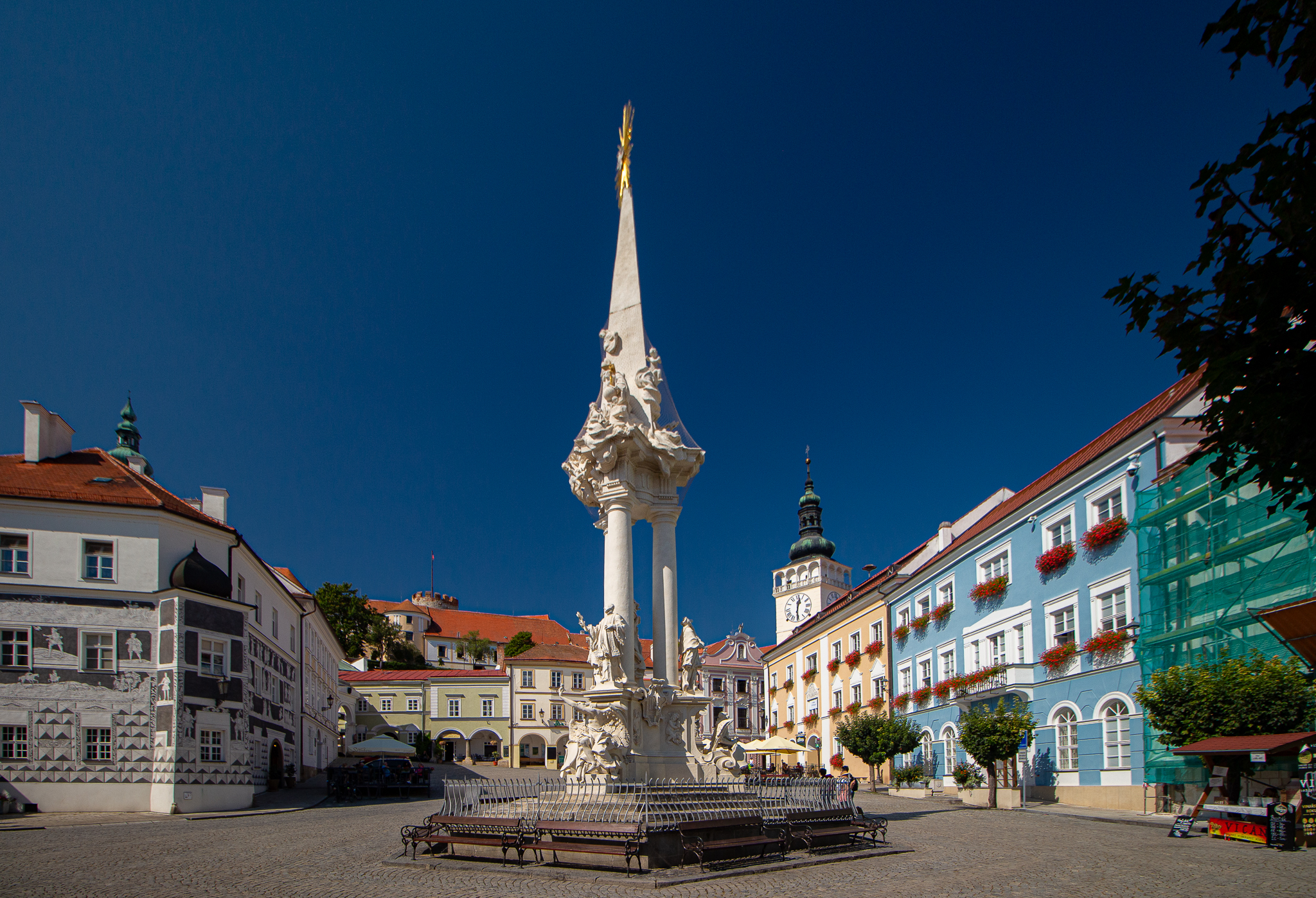
Historické Náměstí s barokním sloupem Nejsvětější Trojice

V roce 1621 v Mikulově uzavřel kardinál František z Ditrichštejna jménem vítězného císaře Ferdinanda II. příměří se sedmihradským knížetem Gabrielem Bethlenem. V roce 1625 se v Mikulově sešla dvorní rada za přítomnosti Ferdinanda II., která jmenovala Albrechta z Valdštejna generalissimem a udělila mu titul frýdlantského vévody. Zároveň došlo ke konečnému polepšení městského znaku Mikulova.

### 19. století

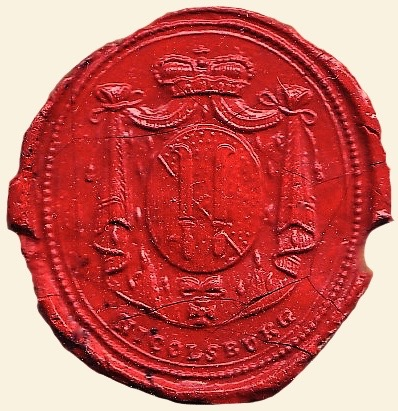
Oficiální pečeť města Mikulov, 1810

Dne 2. prosince 1805 byly po bitvě u Slavkova v mikulovském zámku dojednány předběžné podmínky míru mezi Francií a Rakouskem. A 61 let poté, po porážce rakouských vojsk v bitvě u Sadové, tu 26. července 1866 podepsali příměří mezi Rakouskem a Pruskem, tzv. Mikulovské příměří.
Až do 19. století zůstal Mikulov v majetku knížat z Ditrichštejna-Mikulova, kteří měli svou rodovou hrobku v kostele sv. Anny na Náměstí v Mikulově. Další připomínkou zdejšího působení rodu Ditrichštejnů je kromě mikulovského zámku také piaristická kolej, kterou v roce 1631 založil kardinál František z Ditrichštejna, jako první piaristický klášter severně od Alp.

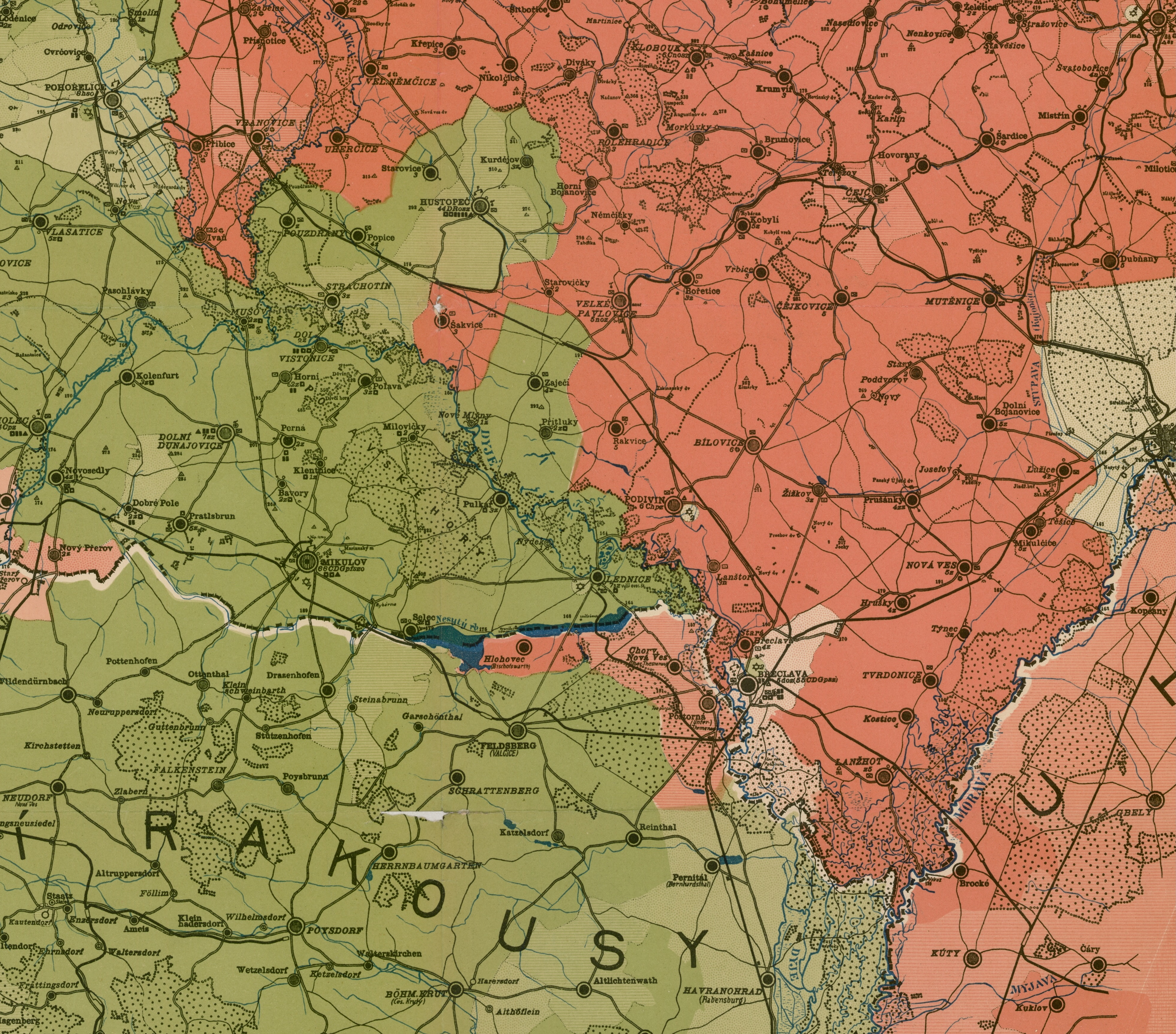
Mikulov na jazykové mapě z roku 1906 ještě jako jedno z center německy mluvící (zelená barva) jižní Moravy.

Po smrti posledního mužského člena rodu Josefa Františka z Ditrichštejna zdědila celé panství jeho dcera Alexandra Marie (1824–1906), provdaná z Mensdorff-Pouilly, s níž majetek přešel na rod Dietrichstein-Mensdorff-Pouilly, který vlastnil zámek a velkostatek až do roku 1945, kdy zámek vyhořel.
Od poloviny 19. století Mikulov vlivem polohy mimo hlavní železnice stagnoval a začal ztrácet vliv ve prospěch blízké a výhodněji položené Břeclavi.

### Nejnovější dějiny (20.–21. století)
Po druhé světové válce bylo doposud převážně německé město vysídleno; počet obyvatel dosáhl předválečné úrovně až během 70. let 20. století.
Do roku 1960 byl Mikulov okresním městem, pak se v důsledku nového členění státu stal mikulovský okres součástí okresu Břeclav. Po zrušení okresních úřadů získal 1. ledna 2003 Mikulov status obce s rozšířenou působností, jejíž městský úřad převzal některé úkoly zrušeného okresního úřadu pro obce v okolí.

## Přírodní poměry
Město je položeno ve členitém terénu na jižním okraji Pavlovských vrchů a Milovické pahorkatiny. Jeho dominantou je zámek na skále (Zámecký vrch) západně od náměstí. Na východě je další dominanta města, přírodní rezervace Svatý kopeček s křížovou cestou a kaplí sv. Šebestiána na vrcholu, a na severu vrch Turold s jeskyní. Mezi ním a zámkem ještě ční menší vápencový pahorek se zříceninou Kozí hrádek, poskytující kruhový rozhled na celé město. Západní strana se otevírá do roviny, na jihu se dva a půl kilometru jihozápadně od centra města se nachází nevysoký Šibeniční vrch a pod ním rybník Šibeník, který je největším rybníkem v CHKO Pálava. Další vodní plochou v zázemí Mikulova je zatopený lom Janičův vrch při silnici na Velké Pavlovice. Severovýchodně od města se nachází přírodní památka Na cvičišti.
Na Svatém kopečku, který je též součástí Via Francigena a Via Slavica, vedoucí do Kremže, začíná Svatojakubská cesta Weinviertel, značená od roku 2010. 

## Obyvatelstvo
Osídlení Mikulova se od roku 1793 vyvíjelo takto:
| Rok  | Počet domů | Počet obyvatel | Etnikum | Etnikum | Etnikum |
| Rok  | Počet domů | Počet obyvatel | Němci   | Češi    | ostatní |
| ---- | ---------- | -------------- | ------- | ------- | ------- |
| 1793 | 760        | 7440           |         |         |         |
| 1836 | 806        | 8421           |         |         |         |
| 1869 | 909        | 7173           |         |         |         |
| 1880 | 918        | 7642           | 7447    | 144     | 61      |
| 1890 | 1220       | 8210           | 8057    | 79      | 74      |
| 1900 | 1141       | 8092           | 7843    | 170     | 79      |
| 1910 | 1209       | 8043           | 7787    | 189     | 67      |
| 1921 | 1254       | 7699           | 6359    | 626     | 485     |
| 1930 | 1426       | 7790           | 6409    | 898     | 483     |
| 1950 | 1171       | 5337           |         |         |         |
| 1970 | 1075       | 6254           |         |         |         |
| 1991 | 1333       | 7477           |         |         |         |
| 2012 |            | 7374           |         |         |         |

## Židovský Mikulov

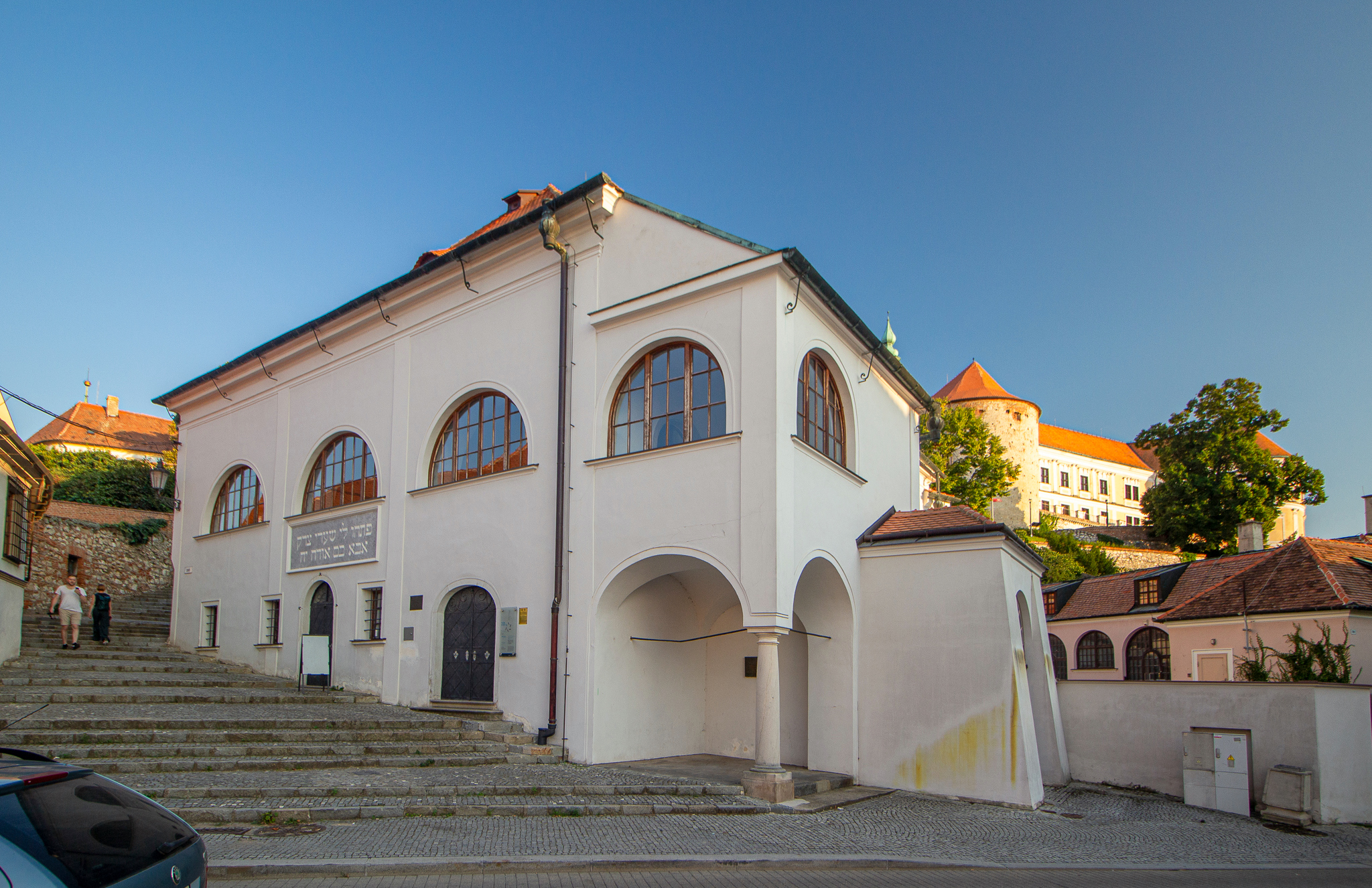
Horní synagoga

Počátky mikulovské židovské obce sahají do období po roce 1421, kdy byli Židé vypovězeni rakouským vévodou Albrechtem V. z Vídně a Dolních Rakous. Část těchto běženců nalezla útočiště v Mikulově, který ležel těsně při zemských hranicích. Další příliv nastal za vlády Albrechtova syna Ladislava Pohrobka, který vyhnal Židy z moravských královských měst.
Tito ve středověku opovrhovaní vyhnanci se počali usazovat ve zdejším podhradí, kde posléze vznikla samostatná židovská čtvrť, jež získala v roce 1591 samosprávu s vlastním rychtářem a s dalšími výsadami. Mikulovská židovská obec se postupně rozrůstala a získávala na významu, až se nakonec stala jednou z nejvýznamnějších na Moravě. To byl také důvod, proč se Mikulov stal v první polovině 16. století sídlem moravských zemských rabínů, kteří zde sídlili do roku 1851. Tím se město stalo kulturním centrem moravského židovstva. Jako v pořadí druhý zemský rabín zde v letech 1553–1573 působil jeden ze světově nejproslulejších rabínů Jehuda Löw (1525–1609), po něm také například neméně proslulí Jom Tov Lipmann Heller, David Oppenheimer, Šmu'el Šmelke Horovic, Mordechaj Benet nebo Samson Rafael Hirsch.
Život zdejší židovské obce poznamenalo několik velkých požárů. 10. srpna 1719 zničil rozsáhlý požár celou židovskou čtvrť. Po znovuvybudování ghetta přišla v dubnu 1737 další ohnivá pohroma. V první polovině 18. století žilo v Mikulově na 600 židovských rodin a zdejší židovská obec byla nejpočetnější na Moravě (přebývalo zde téměř 10 % moravských Židů). V první polovině 19. století tvořili Židé téměř polovinu obyvatel města, ale po získání plné občanské rovnoprávnosti v roce 1848 začalo jejich stěhování do velkých měst, zejména do Brna a Vídně, kde měli lepší ekonomické podmínky.
Roku 1851 došlo k rozdělení funkce mikulovského rabína a moravského zemského rabína. V Mikulově pak působili tito rabíni: Solomon Quetsch (1855–1856), Mayer Feuchtwang (1861–1888), David Feuchtwang (1892–1903), Moritz Levin (1903–1918), Alfred Willmann (1919–1938).
Také v 19. století došlo k řadě požárů, ovšem katastrofální následky měl až požár v září 1924, a zejména v dubnu 1926, kdy oheň zasáhl 91 domů. Tyto dva poslední požáry byly jedním z podnětů pro vznik Židovského ústředního musea pro Moravsko-Slezsko, které bylo v Mikulově otevřeno 24. května 1936 a jehož zakladatelem byl JUDr. Richard Teltscher.
Úplný zánik mikulovské židovské komunity přinesla druhá světová válka. Z 472 židovských obyvatel města v roce 1938 se 110 podařilo uprchnout před nacisty do ciziny. 327 jich však nepřežilo holokaust. K obnovení obce již nikdy nedošlo.
Dnes je památkou na kdysi rozsáhlé židovské ghetto s 317 domy, z toho více než 90 renesančními, jen barokní synagoga, která slouží jako židovské muzeum, 45 domů chráněných jako nemovitá kulturní památka a velký židovský hřbitov s několika tisíci náhrobků. Jeho nejstarší a nejcennější částí je takzvaný „rabínský vršek“ s náhrobky moravských zemských a místních rabínů a příslušníků nejbohatších mikulovských rodin.
Chasidská dynastie “Nikolsburger” Šmu'ela Šmelkeho Horovice, v současné době působící zejména v New Yorku, odvozuje svůj původ i svoje označení od německého názvu Mikulova, místa svého založení.

## Samospráva
V letech 2006 až 2022 byl starostou Mikulova Rostislav Koštial (ODS).
Od 24. října 2022 je starostkou Jitka Sobotková (ANO).

## Doprava

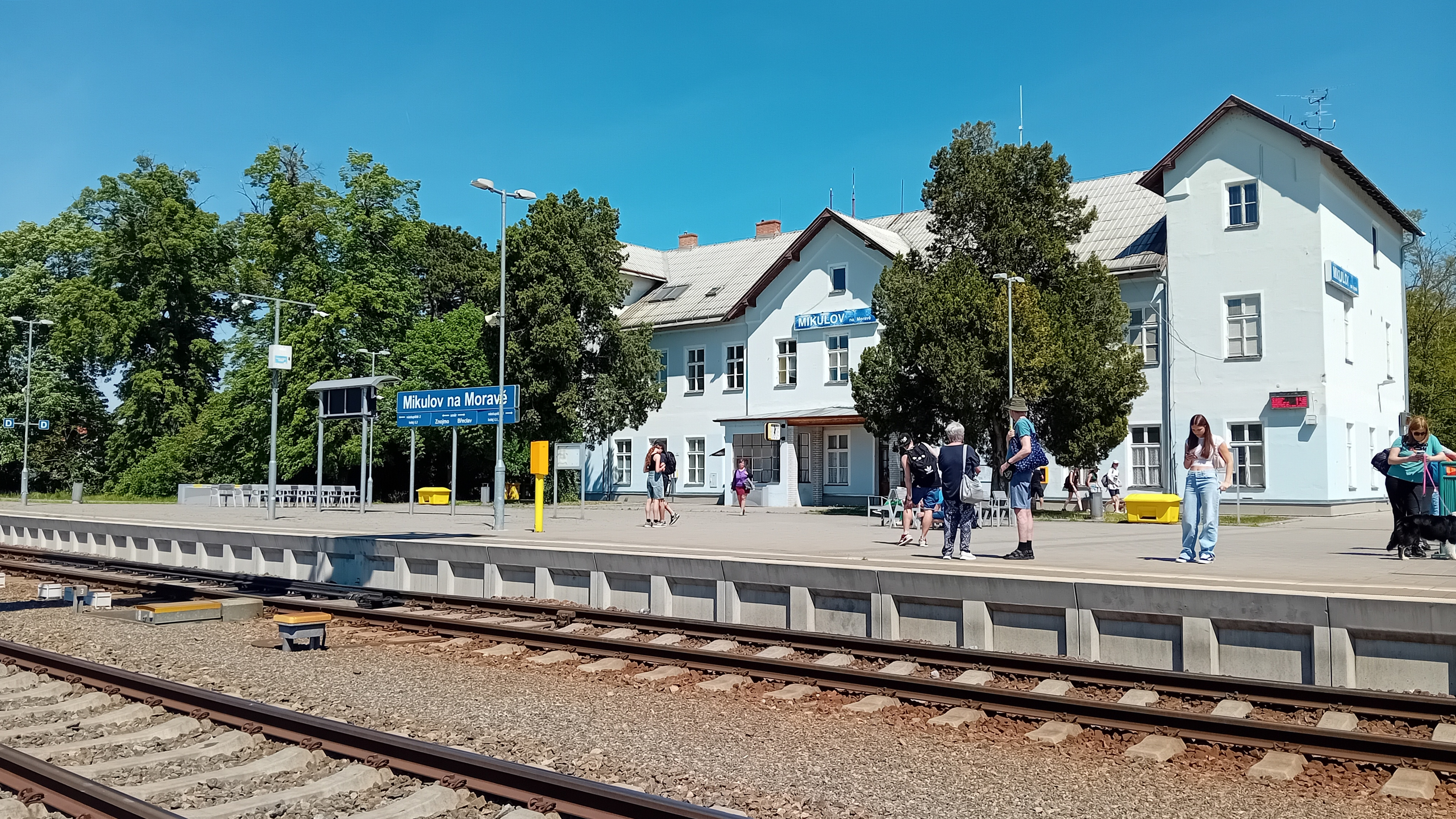
Železniční stanice

Město leží na důležitém silničním hraničním přechodu z Česka do Rakouska na trase Brno–Vídeň (silnice I/52, evropská silnice E461). Z ní se zde odpojuje silnice I/40 do Břeclavi a dále silnice II/414 do Hrušovan nad Jevišovkou a silnice II/421 směr Nové Mlýny a Velké Pavlovice. Tranzitní doprava je odvedena z centra pomocí obchvatů.
Na jihozápadě míří z Mikulova dvě zrušené a opuštěné silnice do Rakouska, směr Laa an der Thaya a Falkenstein, po přistoupení Česka do schengenského prostoru částečně obnovené jako cyklostezky.
Přes město vede regionální železniční trať Břeclav–Znojmo, zdejší železniční stanice se nazývá Mikulov na Moravě.
Mikulov tvoří zónu 571 v rámci IDS Jihomoravského kraje. Obsluhují ji meziměstské autobusové linky 105, 174, 540, 550, 570, 585 a vlaková linka S8 (osobní vlaky). Město mělo v letech 1996–2013 vlastní MHD (linka 581).

## Průmysl
V Mikulově je zastoupen průmysl strojírenský a stavební, město však nejvíce proslavila řada jeho vinařských firem.

### Vinařství

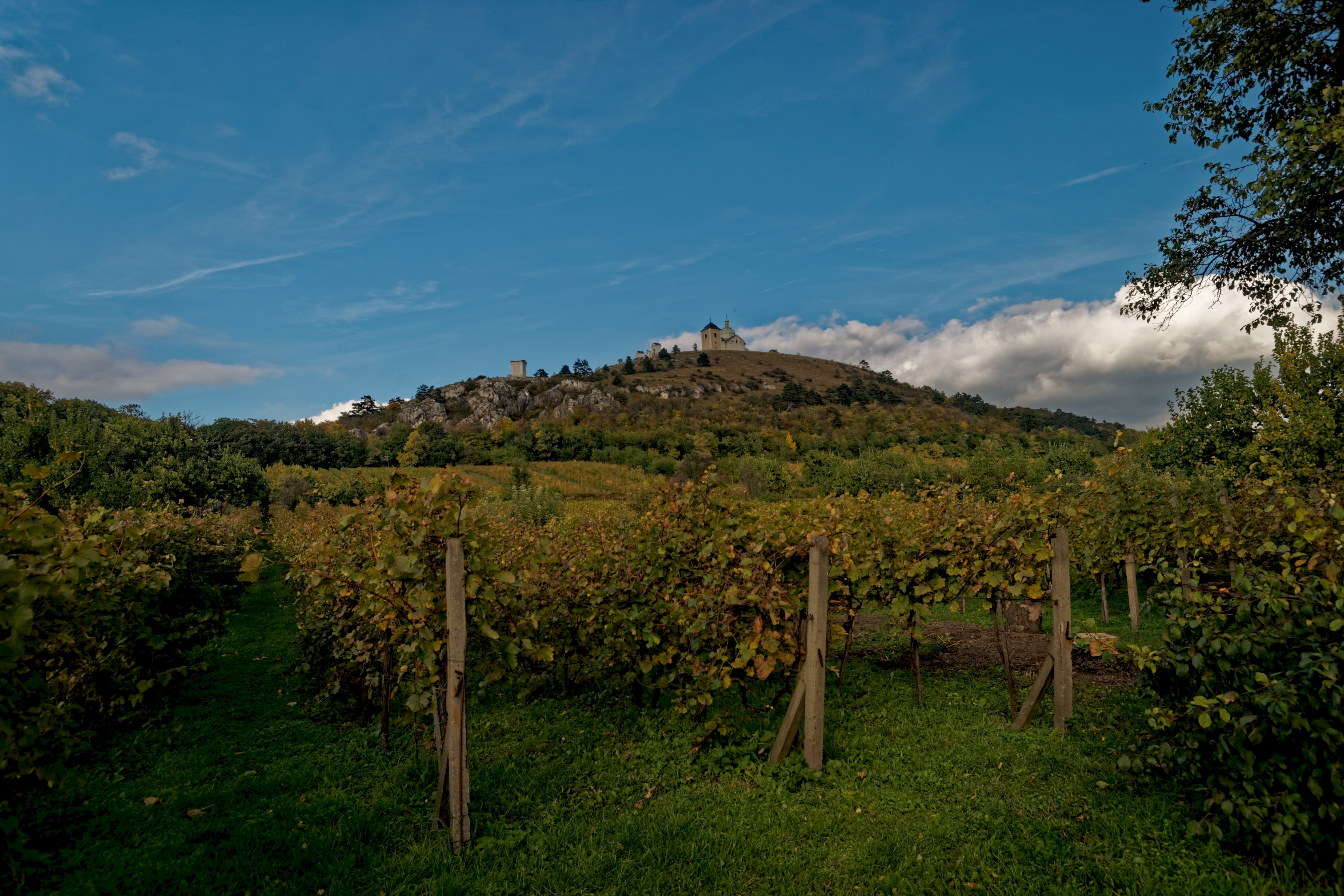
Vinice

Pěstování vinné révy přinesli na Mikulovsko již Římané, jejichž legie tábořily v místech dnešního vodního díla Nové Mlýny. Po jejich odchodu se pěstování a zpracování hroznů rozvíjelo zejména v období Velkomoravské říše, kdy vinná réva získala své pevné místo v zemědělské produkci jižní Moravy a zejména Mikulovska. V období středověku se vinařství dále rozvíjelo, takže se Mikulov záhy stal díky výborným viničním polohám v bezprostřední blízkosti města i v okolních obcích významným vinařským střediskem.
Zdejší chráněné viniční trati na jižním úpatí Pálavy patří dodnes k nejteplejším místům jižní Moravy. Na jejich vápenitých půdách se výborně daří zejména Ryzlinku vlašskému, jehož keře zabírají největší plochu vinic. Z bílých odrůd se zde dále pěstují Veltlínské zelené, Rulandské bílé, Chardonnay, Müller Thurgau, Veltlínské červené rané, Sauvignon, Ryzlink rýnský, Muškát moravský, Neuburské a zahraniční odrůda Kerner. Daří se i místním nově vyšlechtěným odrůdám Pálava a Aurelius. Modré odrůdy jsou v menšině, patří k nim zejména André, Frankovka a Rulandské modré. V poslední době se zde zkoušejí i francouzské odrůdy Merlot a Cabernet Sauvignon.
Mikulov je vinařským městem v Mikulovské vinařské podoblasti (viniční tratě Pod Svatým kopečkem I, Pod Svatým kopečkem II, Valtická, Pod valtickou, Milovická, Za cihelnou, Mariánský kopec, Šibeniční vrch, Pod Mušlovem, Turold, Brněnská, Za Turoldem).
Expozice na téma historie vinařství jsou instalovány v muzeu na mikulovském zámku.

## Školství
V Mikulově se nachází 2 základní školy (ZŠ Valtická a ZŠ Hraničářů) a gymnázium.

## Pamětihodnosti

### Stavby a objekty
- Ditrichštejnská hrobka
- Gotická hranolová městská věž

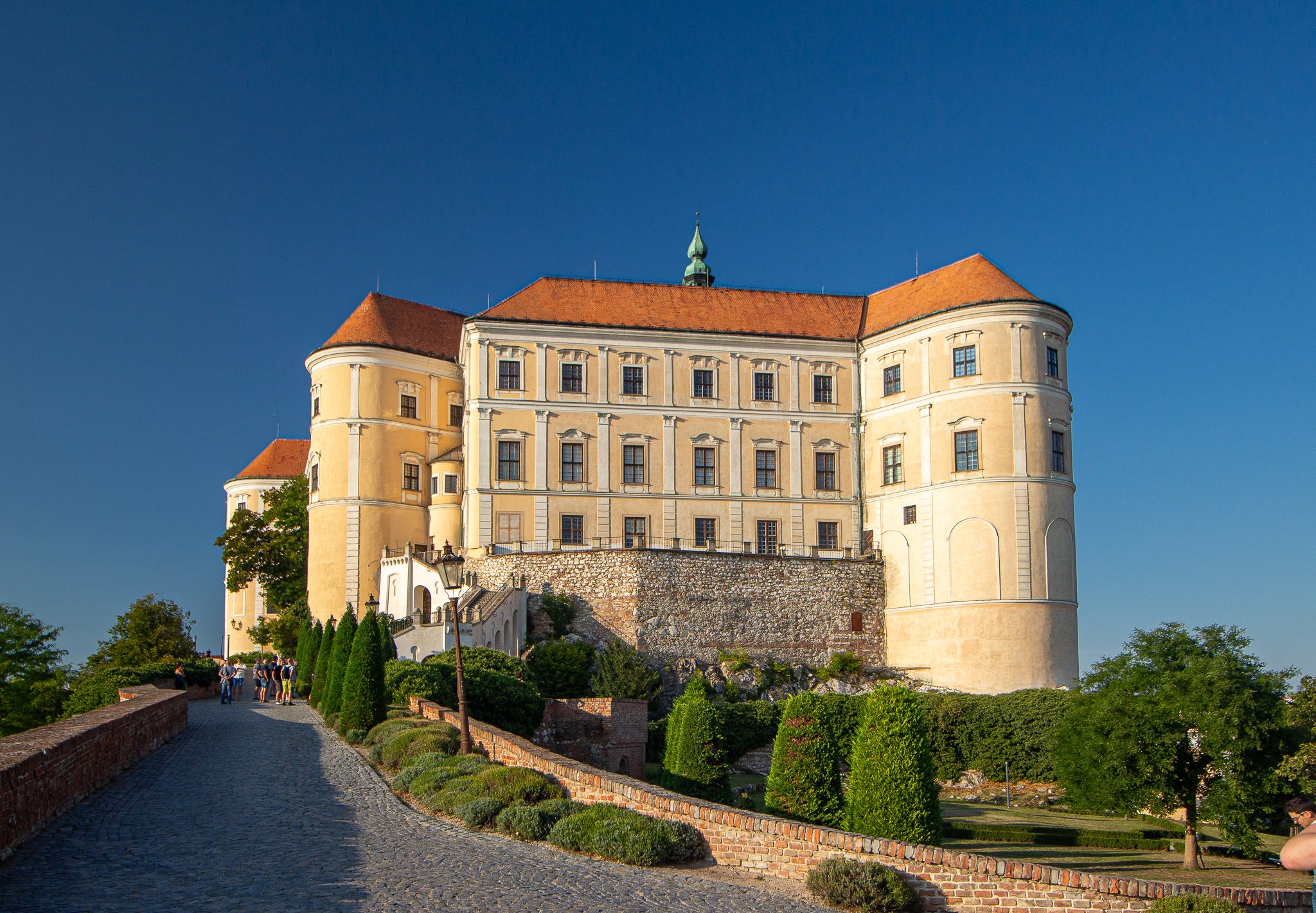
Mikulovský zámek

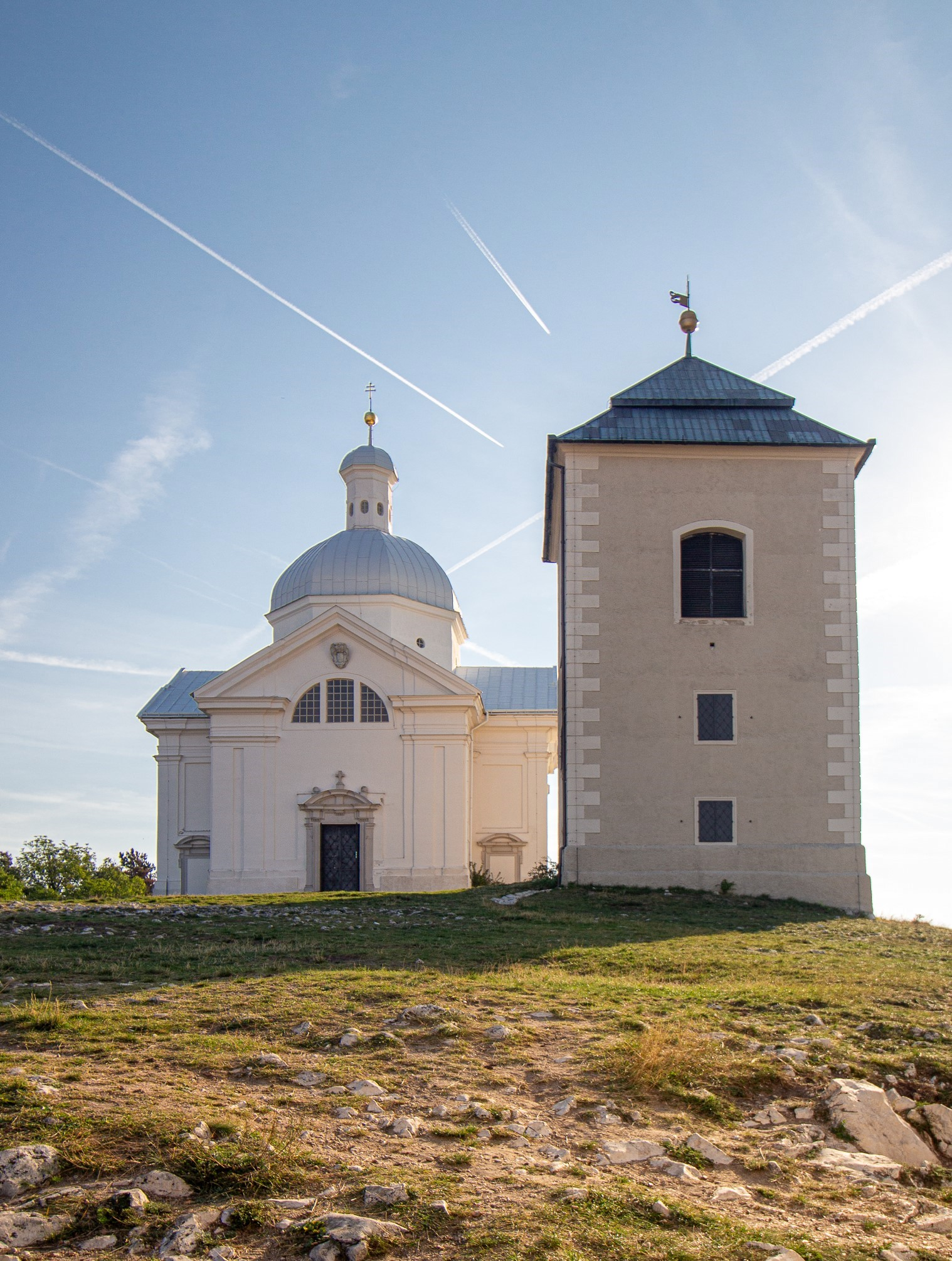
Kaple svatého Šebestiána se zvonicí na Svatém kopečku

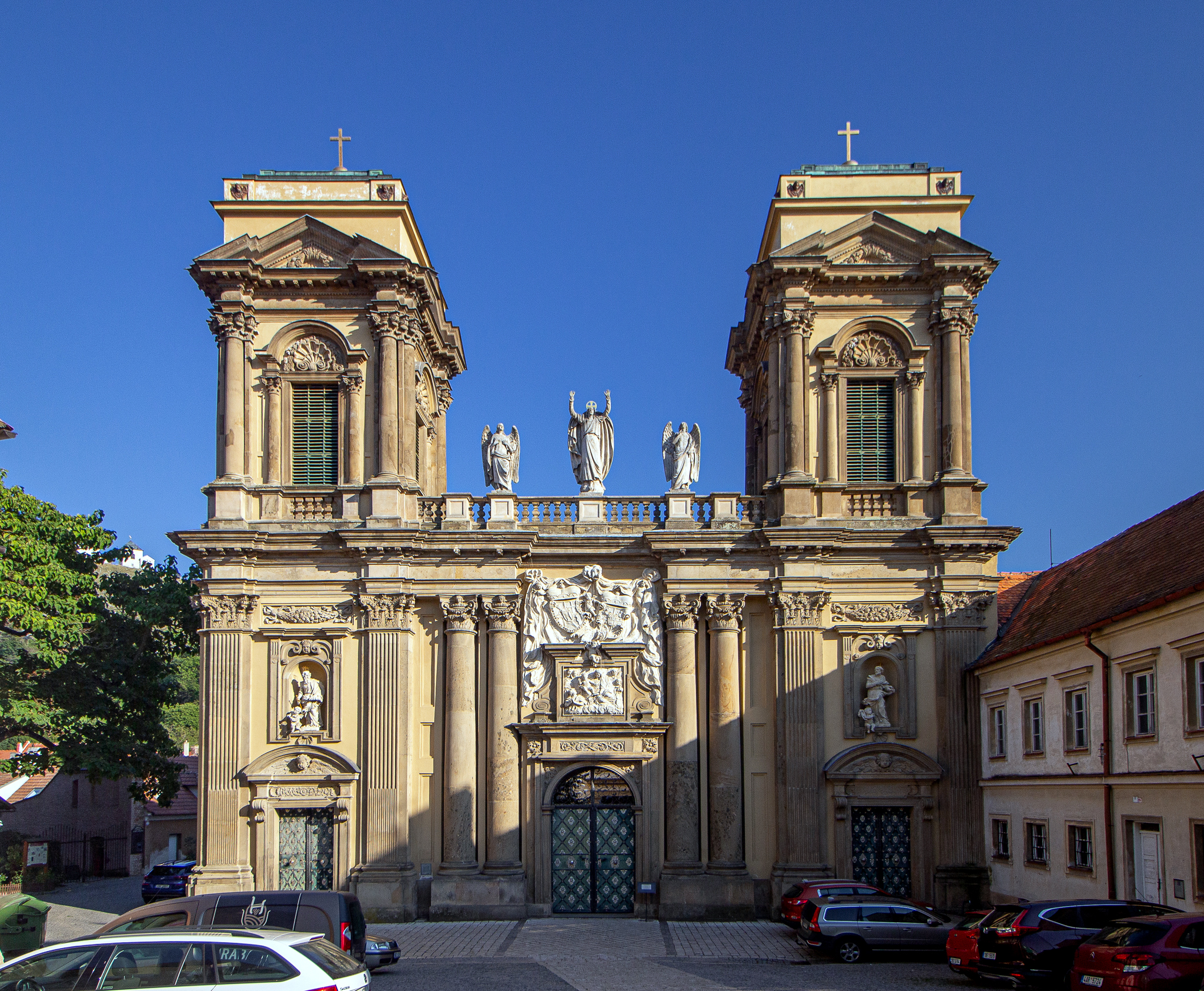
Ditrichštejnská hrobka

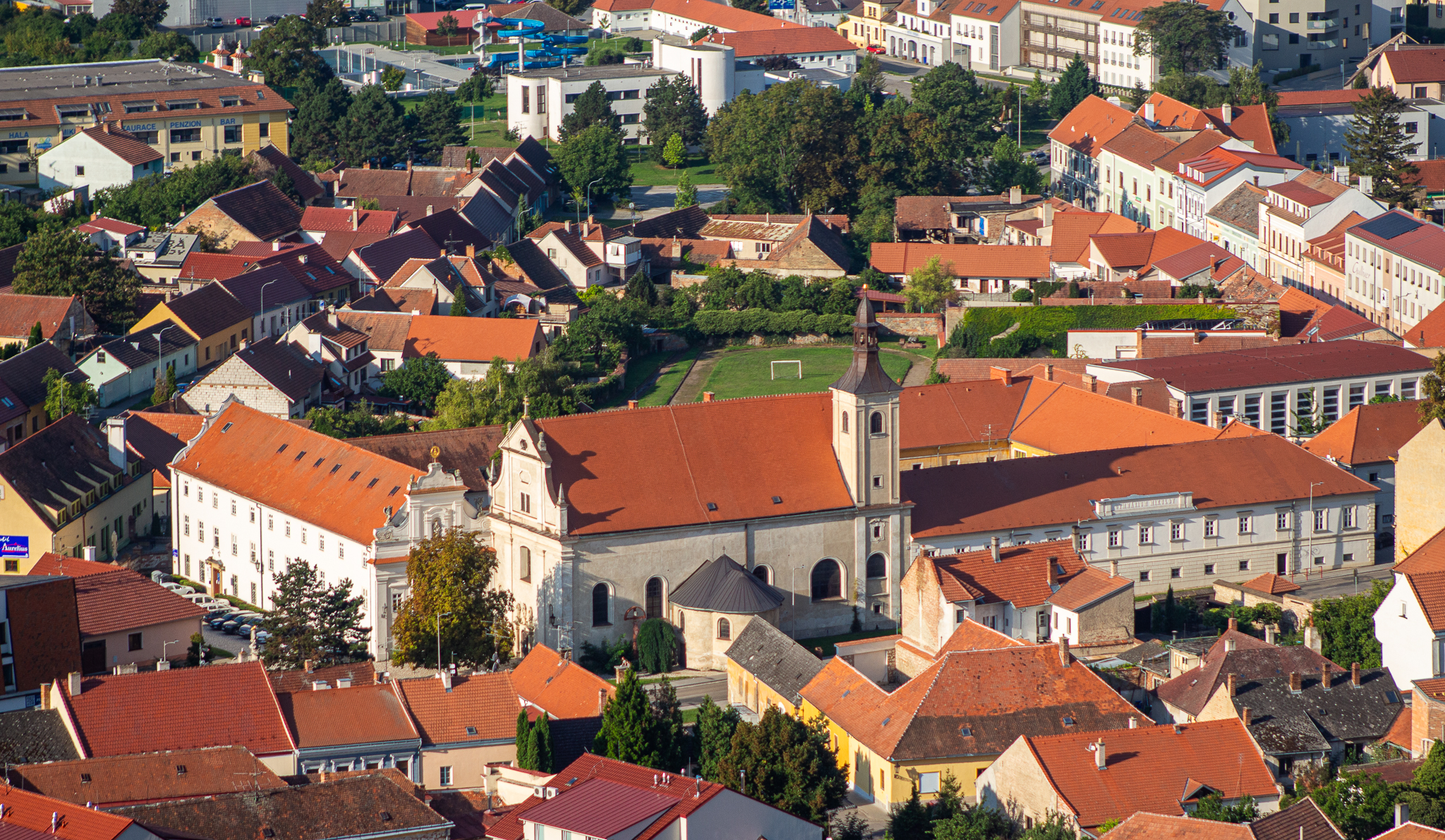
Piaristický klášter s kostelem sv. Jana Křtitele

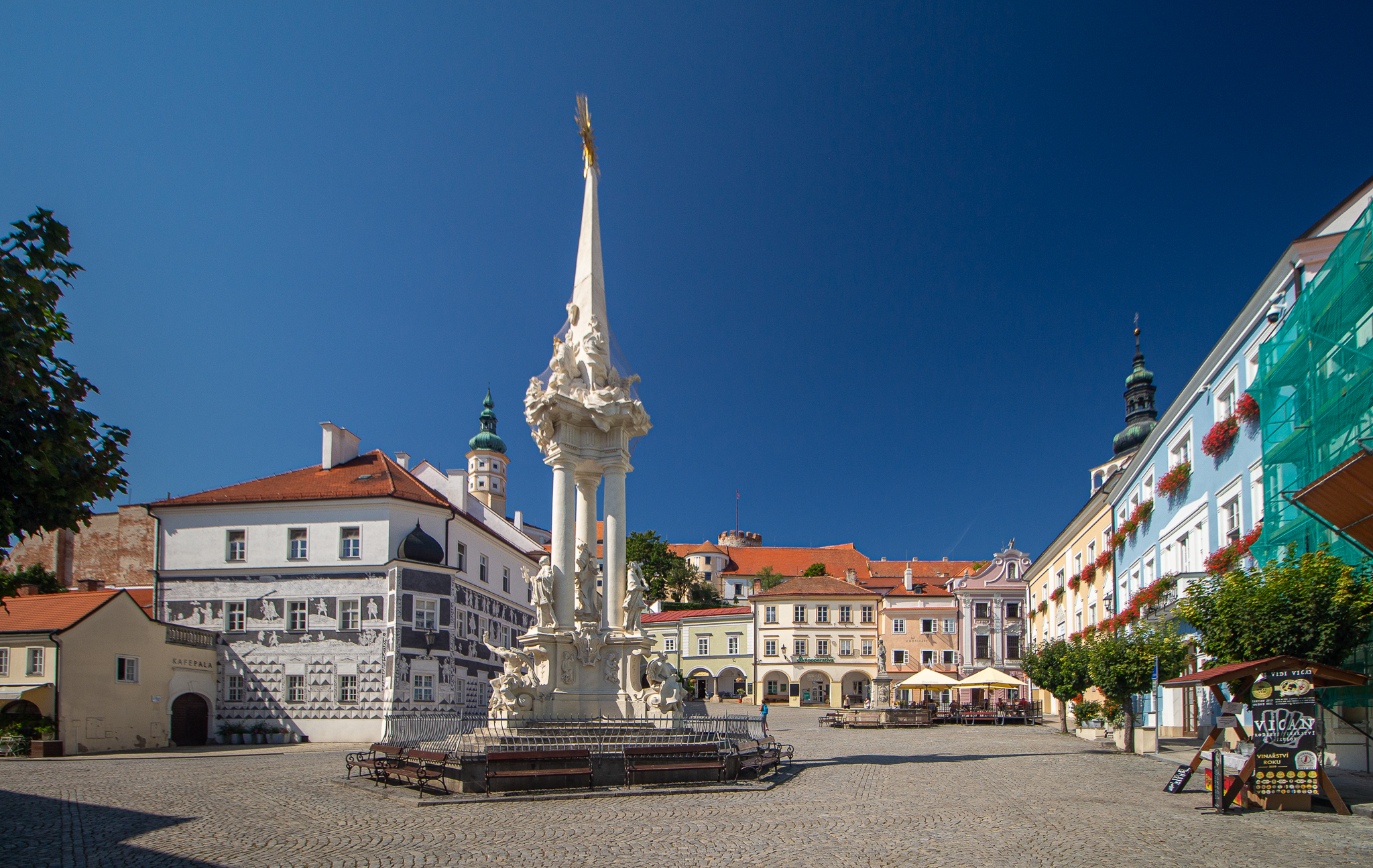
Náměstí

- Kaple svatého Šebestiána na Svatém kopečku
- Kostel sv. Václava
- Křížová cesta a kaple Božího hrobu[26]
- Obří sud (Mikulov)
- Linie československého opevnění s pěchotním srubem MJ-S 29, která byla budována na ochranu před nacistickým Německem.
- Raně barokní piaristický klášter, nejstarší v Českých zemích i mimo Itálii, s kostelem sv. Jana Křtitele z let 1666–1689
- Sloup Nejsvětější Trojice od Ignáce Lengelachera z roku 1724.
- Mikulovská synagoga
- Věž na Kozím vrchu
- Zámek Mikulov
- Zámecká zahrada z roku 1691
- Židovská čtvrť
- Židovský hřbitov

### Přírodní památky a rezervace
Město Mikulov se nalézá v chráněné krajinné oblasti Pálava, jejíž správa v něm sídlí. V okolí města se nachází množství přírodních památek, jako například:
- Jeskyně Na Turoldu
- Přírodní rezervace Svatý kopeček
- Přírodní rezervace Turold
- Přírodní rezervace Růžový vrch
- Přírodní rezervace Šibeničník
- Přírodní památka Kočičí kámen
- Přírodní památka Kočičí skála
- Přírodní památka Lom Janičův vrch
- Přírodní památka Kienberg

## Osobnosti

### Narození v Mikulově
- Johann Ferdinand Hertodt von Todtenfeld (1645–1714), lékař, alchymista a spisovatel
- Joseph Franz Adolph (1671–1749), malíř zvířat
- Joseph Anton Adolph (1729–asi 1772), malíř
- Jakob Fellner (1722–1780), barokní stavitel u Esterházyů
- Floridus Leeb (1731–1799), teolog, rektor Vídeňské univerzity, obec Floridsdorf nese jeho jméno
- Joseph von Sonnenfels (1732–1817), rakouský a německý právník a spisovatel
- Franz Theodor Finger (1764–1831), kapitulní rada, notář a justiciář, děd právníka Augusta Fingera a dermatologa Ernesta Fingera
- Anton Josef Leeb (1769–1837), primátor Vídně
- Moritz Deutsch (1818–1892), muzikolog, hudební skladatel a chazan
- Emanuel Stöckler (1819–1893), krajinář a akvarelista, dvorní malíř ruského cara
- Hieronymus Lorm (1821–1902), básník, filozof a novinář, tvůrce Lormovy abecedy pro hluchoslepé
- Simon Deutsch (kolem roku 1822–1877) židovský bibliograf, obchodník a revolucionář z let 1848/49
- Eduard Kulke (1831–1897), rakouský spisovatel
- Heinrich Auspitz (1835–1886), rakouský dermatolog
- Leopold Götz (1839–1908), advokát a politik, starosta Mikulova, poslanec Říšské rady
- Leopold Oser (1839–1910), lékař, vynálezce ohebné žaludeční sondy
- Emil Schweinburg (1854–1919), továrník v New Yorku, své dědictví rozdělil židovským a křesťanským nadacím v Mikulově
- Max Pohl (1855–1935), rakouský herec
- Edmund Wengraf (1860–1933), rakouský novinář
- Siegfried Altmann (1887–1963), pedagog
- Adolf Schärf (1890–1965), rakouský prezident v letech 1957–1965
- Erich Fritz Schweinburg (1890–1959), spisovatel a právník
- Stella Kramrischová (1896–1993), historička umění
- Manfred Ackermann (1898–1991), rakouský politik
- Norbert Langer (1899–1975), rakouský literární historik a spisovatel
- Herbert Horntrich (1914–1941), spisovatel a sběratel lidových písní, básník
- Leopold Beierl (1915–1991), folklorista, nositel jihomoravské kulturní ceny za rok 1986
- Wolfgang Oberleitner (1918–2006), šéfredaktor „Die Presse“
- Karel Krautgartner (1922–1982), skladatel jazzové hudby, herec, dirigent
- Kurt Nedoma (1929–2020), spisovatel a básník, nositel jihomoravské kulturní ceny za rok 1990
- Reiner Elsinger (* 1932), místní historik a spisovatel, nositel kulturní ceny
- Barbora Seidlová (* 1981), herečka

### Působící v Mikulově
- Balthasar Hubmaier (1480–1528), německý/moravský anabaptistický vůdce
- Rabi Jehuda Löw ben Becalel (1525–1609), tvůrce Golema, který zde jako druhý zemský rabín pobýval v letech 1553–1573.
- Karel Maxmilián z Ditrichštejna (1702–1784), majitel mikulovského panství, který zde podporoval vznik i opravy kulturních a náboženských staveb, nositel Řádu Zlatého rouna
- Rebe Šmuel Šmelke ha-Levi Horovic (1726–1778), chasidský rabín
- Rabi Mordechaj ben Abraham Benet (1753–1829), učenec a vrchní moravský rabín
- František Josef z Ditrichštejna (1767–1854), majitel mikulovského panství, generálmajor, nositel rytířského kříže Řádu Marie Terezie
- Jan Evangelista Purkyně (1787–1869), fyziolog, anatom, biolog a filozof, který studoval a učil na zdejším piaristickém gymnáziu.
- Rabi Samson Rafael Hirsch, v letech 1847–1851 vrchní zemský rabín

### Pobývající v Mikulově
- Bonifác Buzek (1788–1839), duchovní, filosof a pedagog, učitel na zdejším gymnáziu
- Alfons Mucha (1860–1939), malíř
- Karl Renner (1870–1950), rakouský kancléř a později rakouský prezident, studoval na mikulovském gymnáziu

## Partnerská města
- Bardejov, Slovensko
- Šumperk, Česko
- Galanta, Slovensko
- Tuchów, Polsko
- Drasenhofen, Rakousko
- Hochheim am Main, Německo
- Laa an der Thaya, Rakousko

Neoficiální spolupráce:
- Kúty, Slovensko

## Galerie

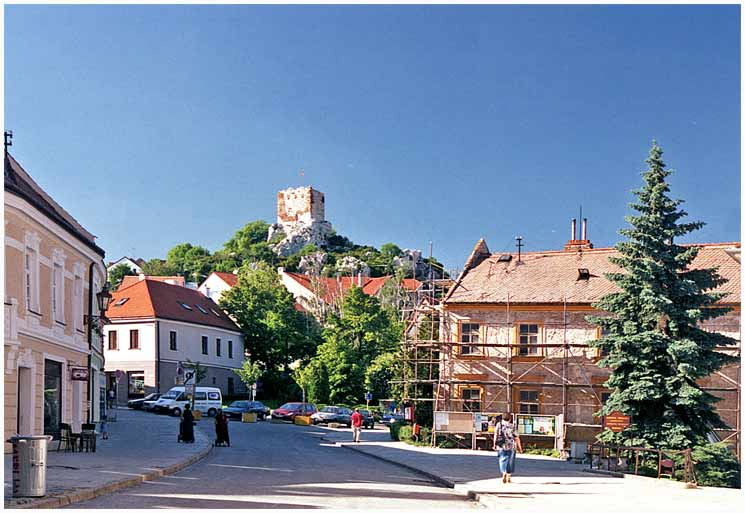
Kozí hrádek v Mikulově
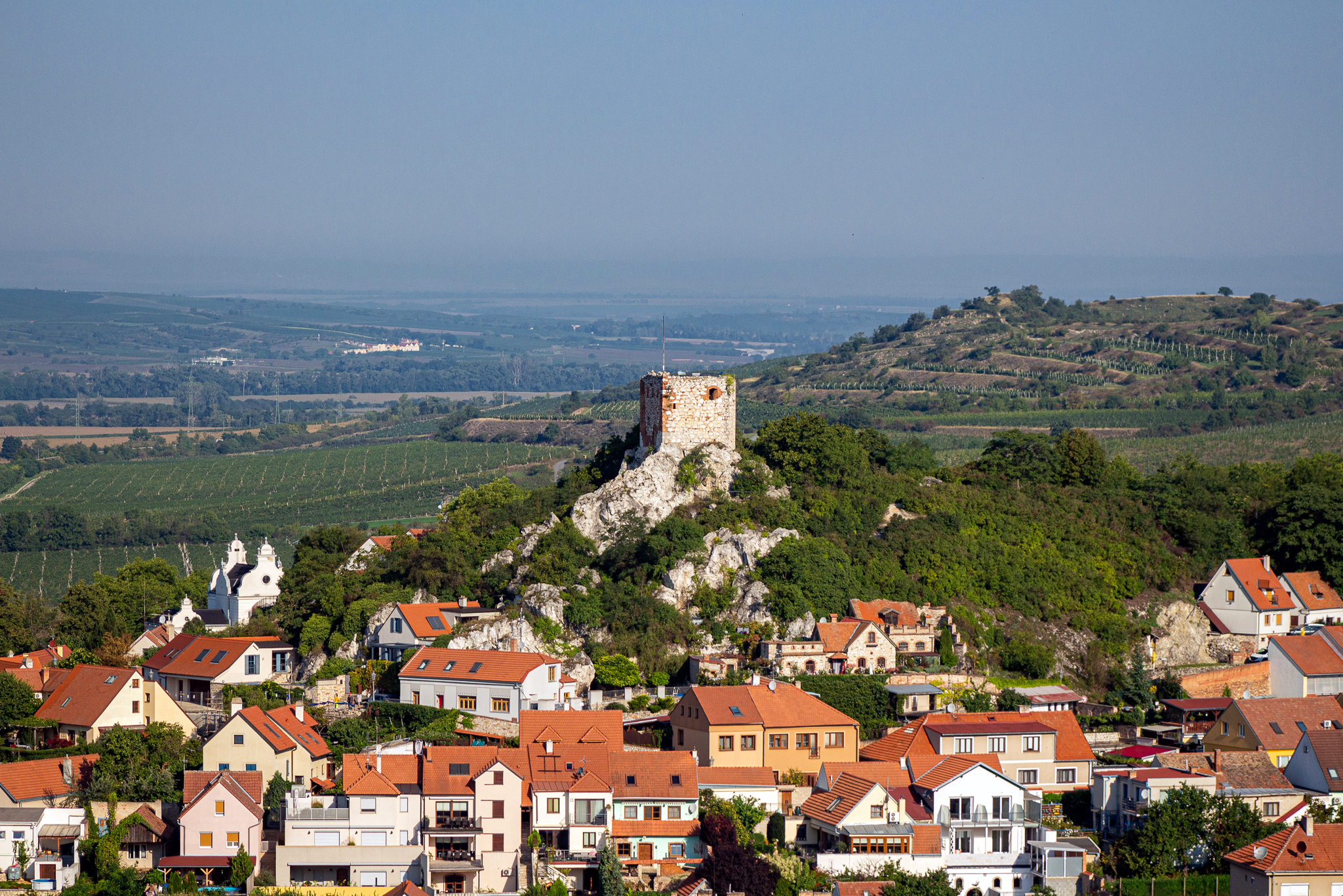
Věž na Kozím vrchu
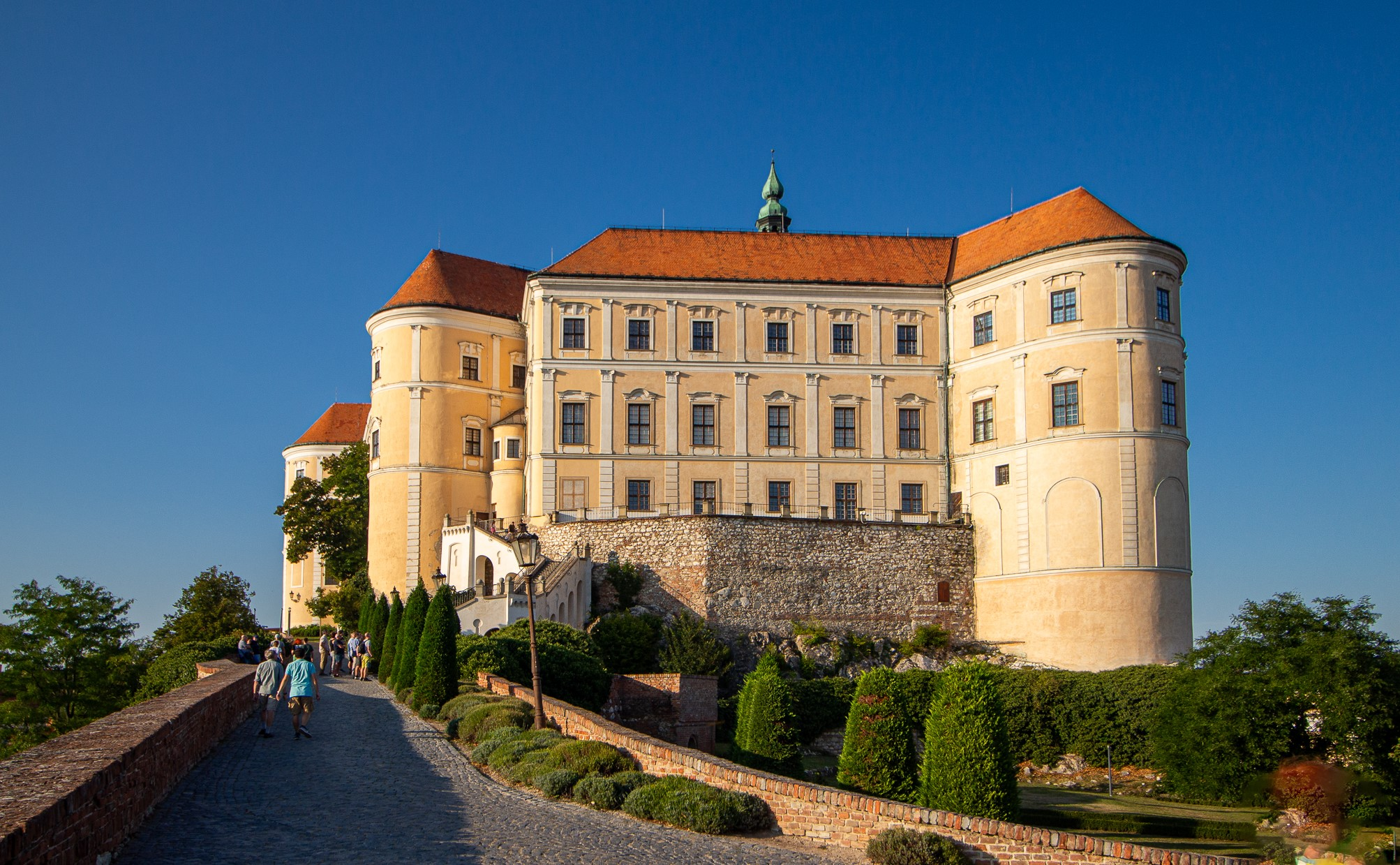
Zámek
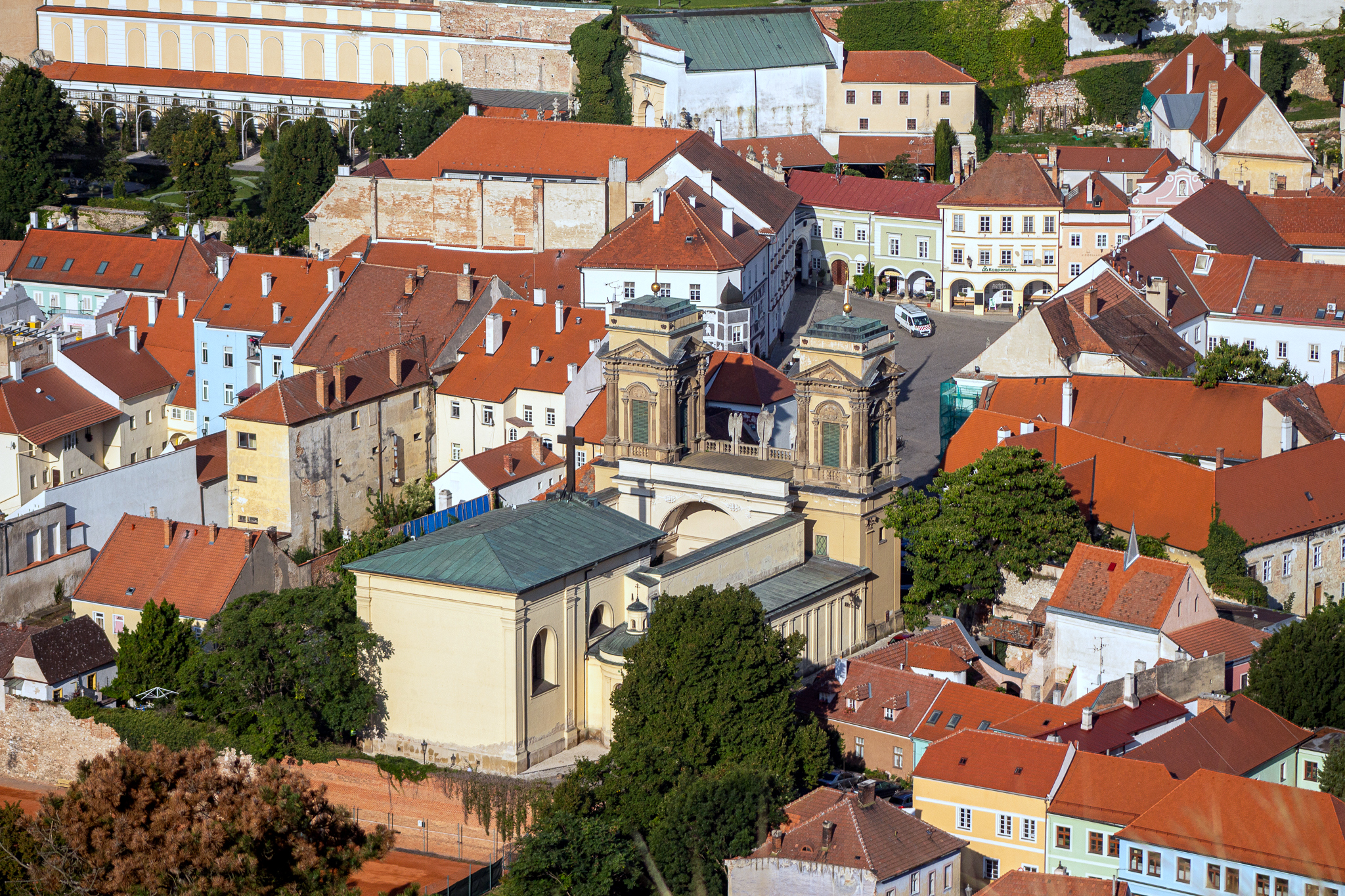
Pohled na centrum města s Ditrichštejnskou hrobkou
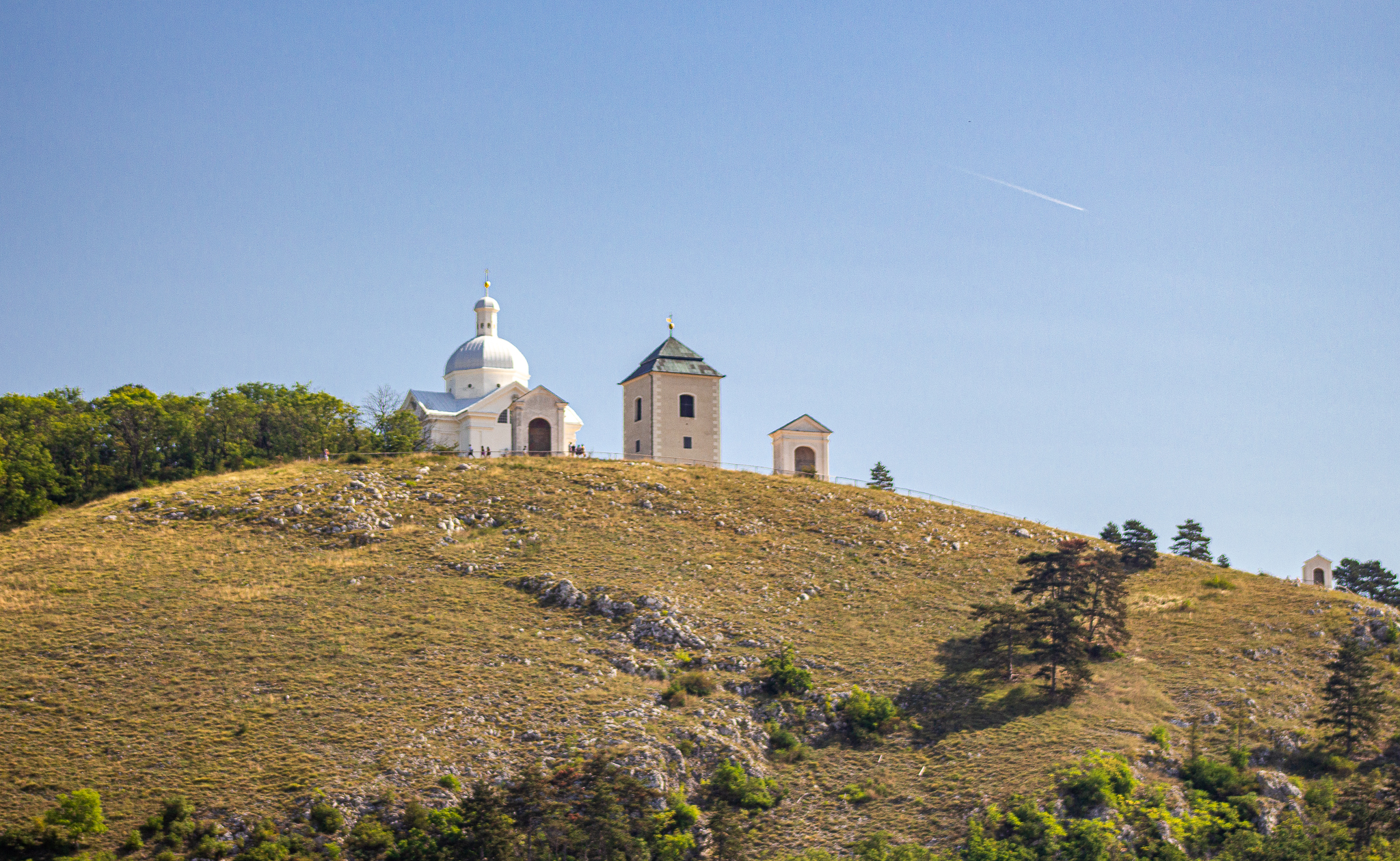
Zvonice a kaple sv. Šebestiána na Svatém kopečku
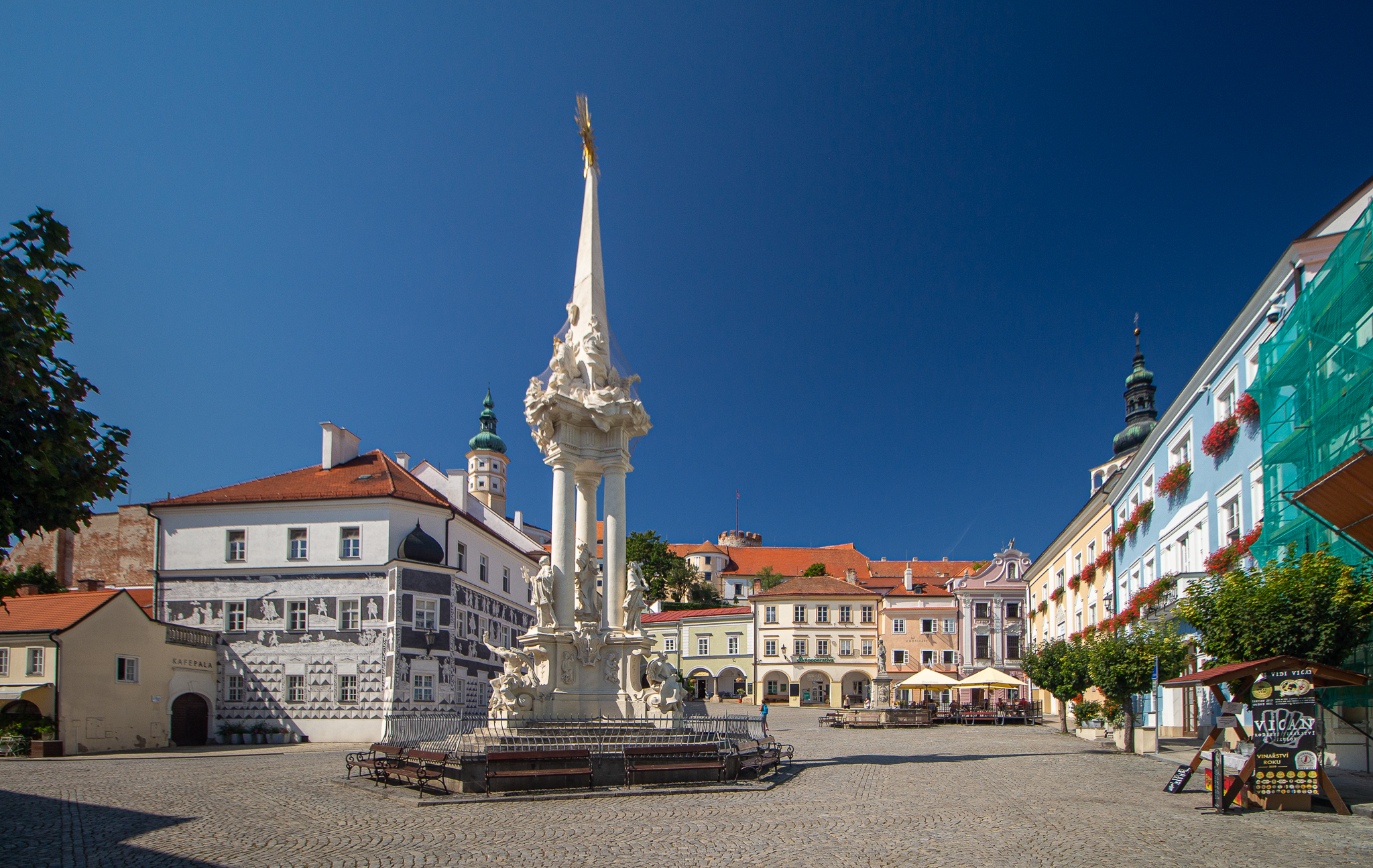
Sloup Nejsvětější Trojice na Náměstí
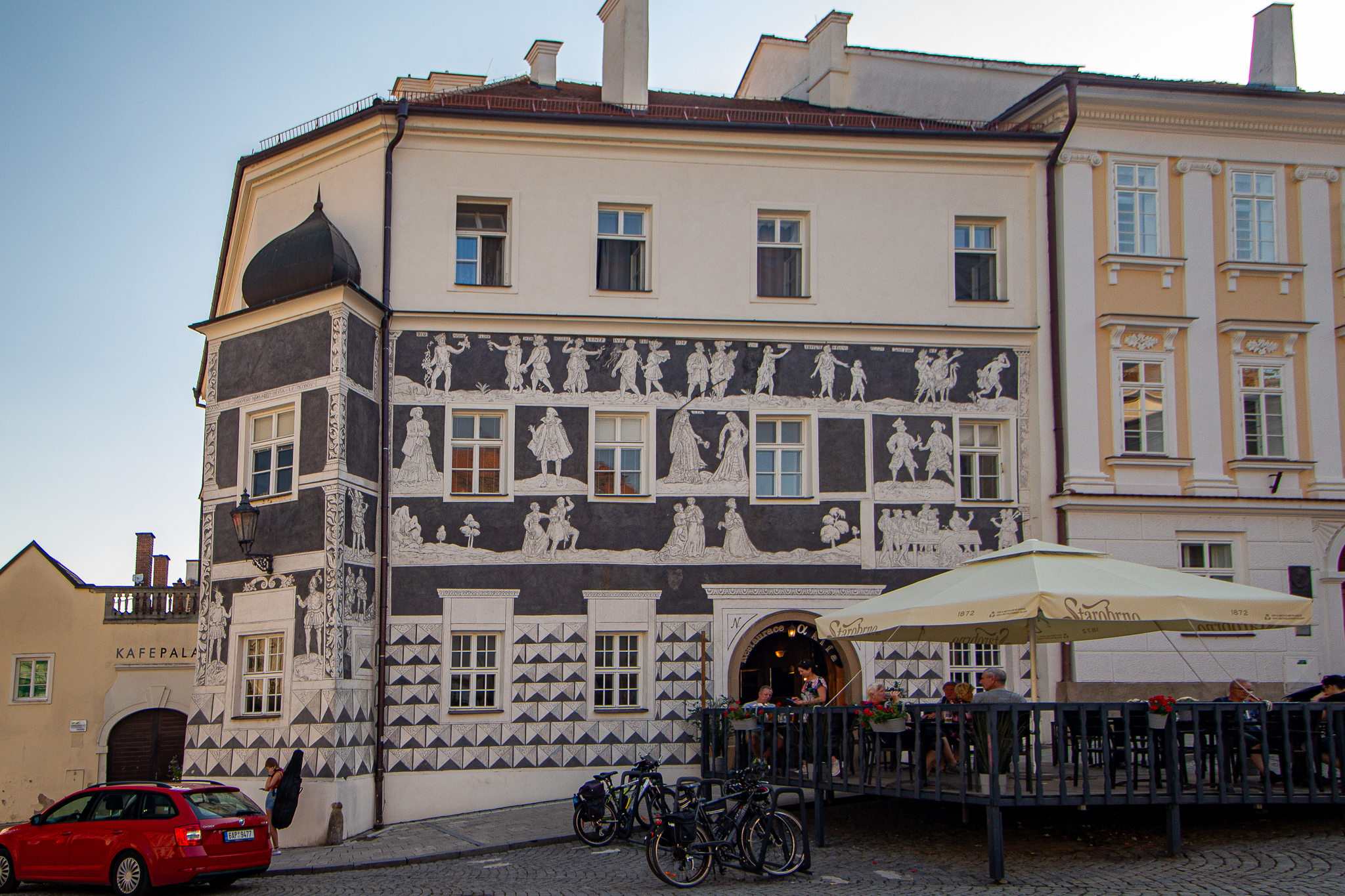
Dům U Rytířů
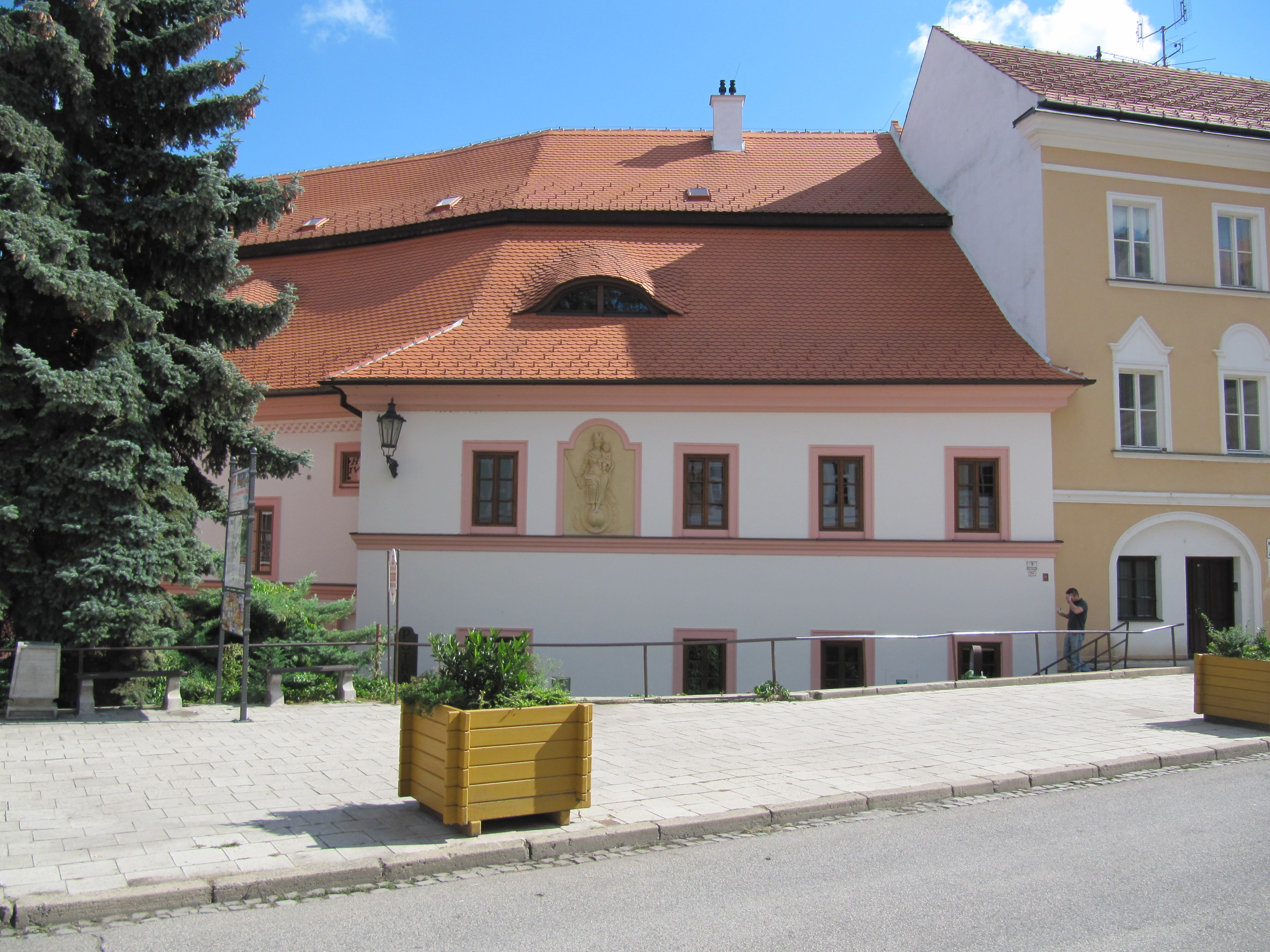
Kostelní náměstí
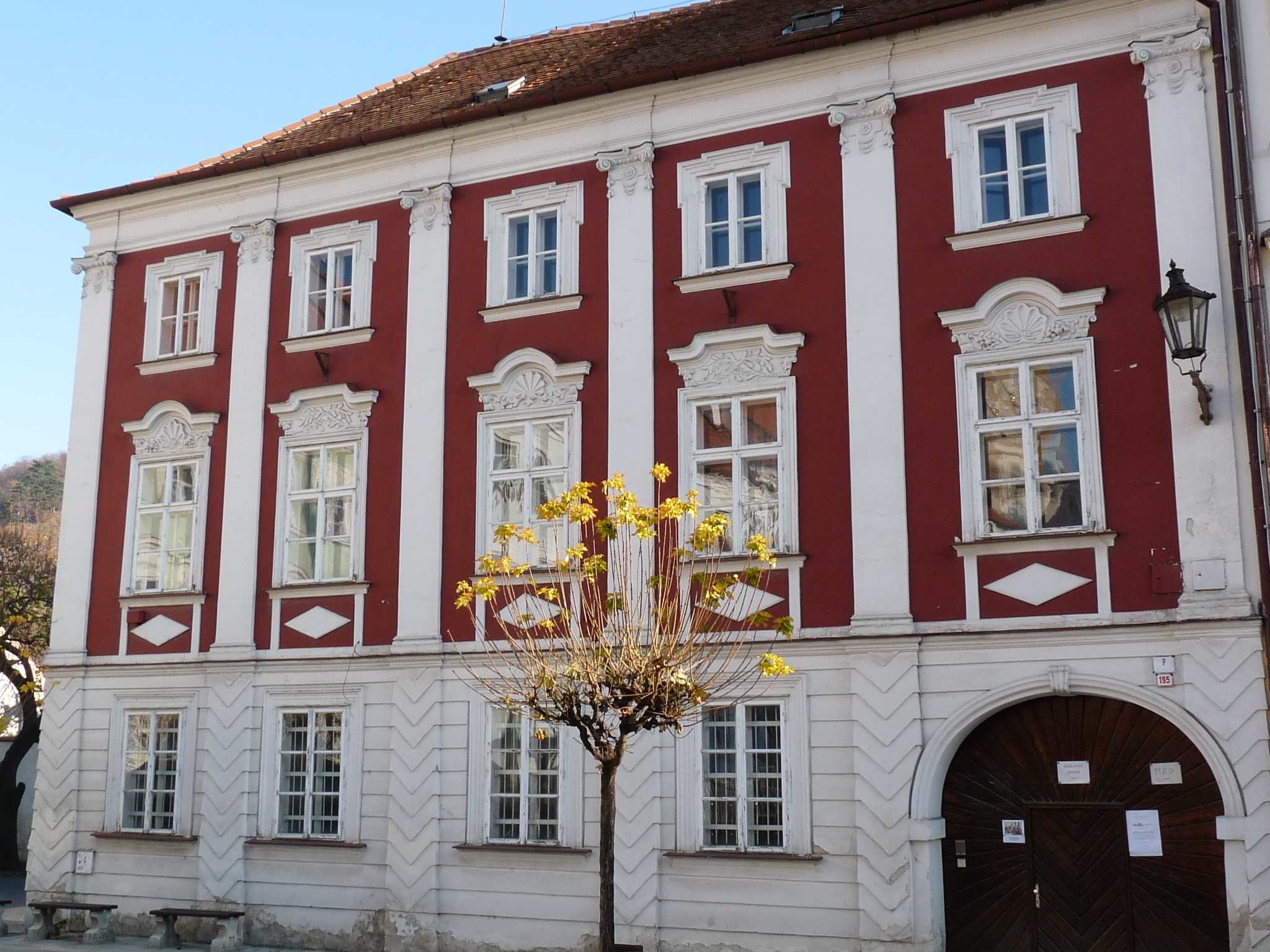
Dům děkana kapituly
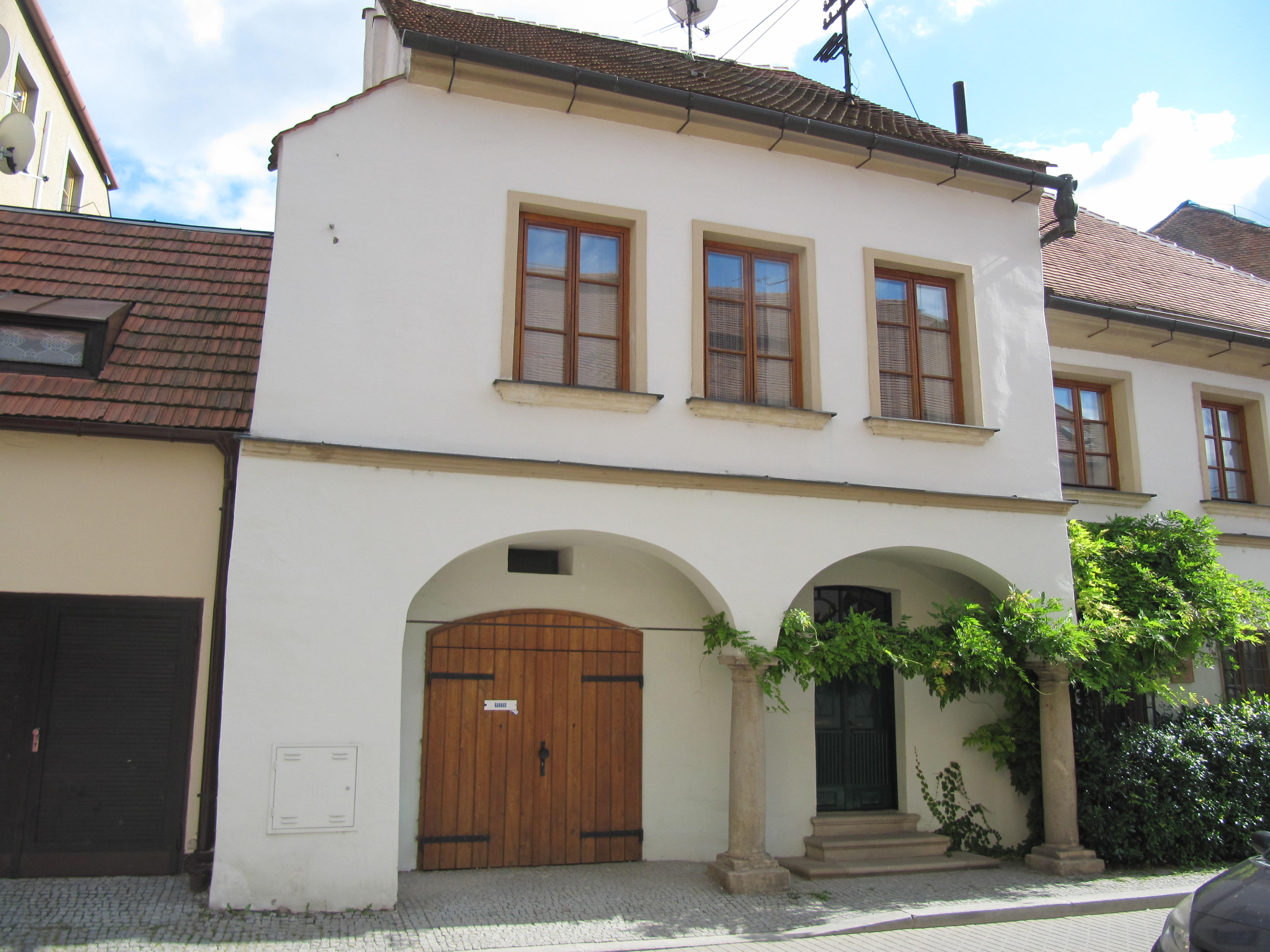
Měšťanský dům, Husova 9
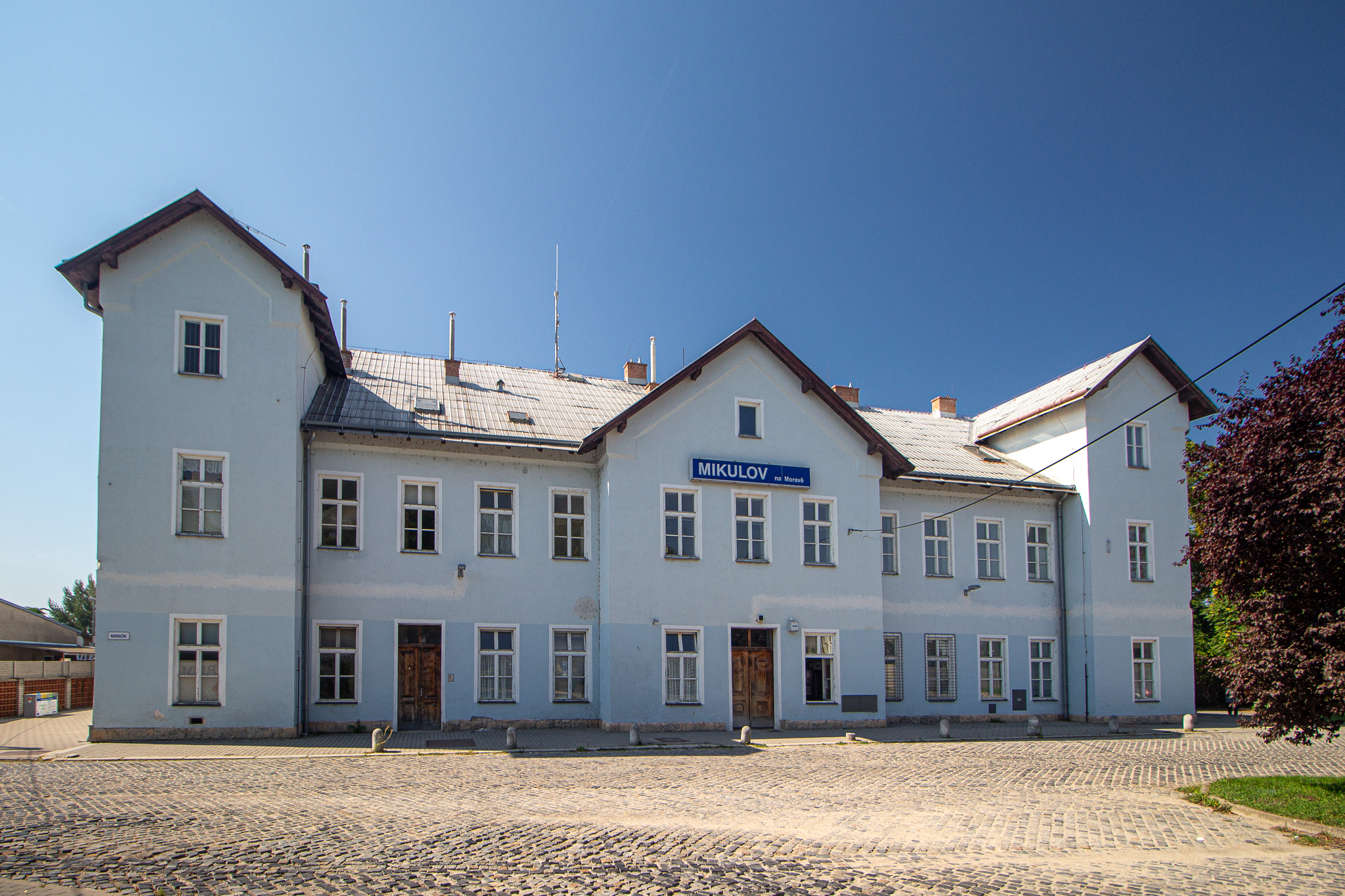
Železniční stanice